# Wetware - Gli uomini robot
Wetware - Gli uomini robot (Wetware), tradotto anche come Wetware - Uomini e robot, è un romanzo di fantascienza del 1988 di Rudy Rucker, secondo capitolo del ciclo del ware e seguito di Software - I nuovi robot. Come il romanzo che lo precede ha vinto il premio Philip K. Dick.

## Trama
2031. Sono passati undici anni dalle vicende di Software - I nuovi robot, da quando cioè è fallito il tentativo dei grandi bopper di annettere a sé le menti umane e dei piccoli bopper: questo grazie a Stan Mooney, detto Sta-Hi. Uccidendo Cobb Anderson, l'inventore dei bopper a cui loro stessi hanno fornito un corpo robot, Sta-Hi ha messo fine alle mire espansionistiche dei bopper.
Oggi Disky, la città lunare dov'erano confinati i bopper, si chiama Einstein ed è abitata esclusivamente da umani. Questi, infatti, hanno ricacciato i bopper nelle profondità del terreno, e quei pochi che ancora vivono in superficie sono malvisti e considerati dei pericolosi traditori. Sulla Terra ormai non esistono più bopper, ma solo robot asimov, chiamati così in onore del fondatore delle leggi che li asservono all'umanità (citazione dalle famose tre leggi della robotica inventate dallo scienziato e scrittore Isaac Asimov).
Ma la segregazione dei bopper non durerà a lungo. Grazie a Mydol Whitey, uno spacciatore sbandato, nelle loro mani finisce il "merge", la potentissima droga creata da Max Yukawa: questa droga permette ai bopper di creare uno spermatozoo dalla doppia coda che abbia informazioni sia umane che bopper, in grado di fecondare una donna umana. Viene scelta Della Taze come "incubatrice": Della torna sulla Terra, a Louisville, portando con sé il primo esemplare di una nuova specie.
Manchile, il meatbop, metà uomo metà bopper, impiegherà 9 giorni per nascere invece dei canonici 9 mesi. La famiglia di Della Taze è stupefatta di questo essere, che cresce di un anno ogni giorno. Manchile in poche settimane è in grado di ingravidare altre donne, spargendo così il suo software.
Intanto sulla Luna si viene a sapere dell'operazione, e Max Yukawa non ne rimane affatto contento: amava Della Taze, e sapere che i bopper hanno usato la droga inventata da lui per usare la donna come cavia lo fa imbestialire. Così organizza una contromossa. Si rivolge a Stan Mooney, un tempo chiamato Sta-Hi, che dopo aver ucciso per sbaglio la moglie Wendy vive da esiliato sulla Luna, facendosi chiamare Stahn. Con l'inganno inviano Stahn nel Nido, il grande centro sotterraneo dove vivono i bopper: Stahn è impregnato di chipmold, una muffa altamente nociva per i corpi dei bopper. La contromossa di Yukawa, infatti, è di sterminare tutti i bopper.
Intanto i bopper hanno riattivato i software di Cobb Anderson, l'inventore dei primi robot liberi, e lo inviano sulla Terra ad aiutare Manchile. Quest'ultimo infatti sta professando il Verbo di Manchile, nuova religione che vede l'eguaglianza dei diritti di umani e robotici. Ma Manchile ed i suoi figli sono sterminati dagli umani, che scoprono le mire espansionistiche dei bopper, così come viene distrutto anche Cobb Anderson.
Solo uno dei figli di Manchile sopravvive: Bubba. Ma dopo alcuni tentativi di ingravidare delle donne, deve sparire dalla circolazione per non essere ucciso dagli umani.
I bopper lunari, intanto, sono tutti sterminati dalla muffa portata da Stahn nel Nido. Solo un bopper senza software sopravvive: Wendy, la versione robotica dell'ex moglie di Stahn. Quest'ultimo torna in città come un eroe. Fa liberare Willy, il nipote di Cobb Anderson, e lo raggiunge sulla Terra. Stahn ama i bopper, malgrado li abbia uccisi, e decide di realizzare il sogno del wetware: la fusione fra software umano bopper.

## Edizioni
- Rudy Rucker, Wetware, Avon Books, 1988.
- Rudy Rucker, Wetware - Gli uomini robot, traduzione di Daniele Brolli e Margherita Galetti, collana Urania n° 1419, Arnoldo Mondadori Editore, 2001,  pp. 7-234.
- Rudy Rucker, Wetware - Uomini e robot, traduzione di Daniele Brolli e Margherita Galetti, collana Urania n° 1623, Arnoldo Mondadori Editore, 2015,  pp. 7-190.